# 創通
株式会社創通（そうつう、英: SOTSU CO., LTD.）は、日本の広告代理店。株式会社バンダイナムコホールディングスの完全子会社。

## 概要
1965年10月1日に東洋エージェンシー（とうようエージェンシー）として読売巨人軍の指定広告代理店であった「巨報堂」出身の濱中信一郎と那須雄治が創業。1977年に商号を創通エージェンシー（そうつうエージェンシー）に変更、2003年にJASDAQ上場。2007年4月1日に「エージェンシー」という「広告代理店」専業イメージを持つ言葉を削除し、創通へ商号変更（広告代理店からコンテンツプロデュース企業に方向転換していくという意思表示の意味があるとされる）。なお、同社事業収入の三本柱は、アニメ関連広告代理収入、ガンダム著作権窓口管理収入、ジャイアンツ関連広告収入である。東京ドーム大型看板の「パイオニア」→「バンダイナムコホールディングス」の扱いは同社のものであり、後楽園球場の得点板両脇にあった「パイオニア」からの関わりである。
東洋エージェンシー時代当時から巨人軍のマスコットキャラクターの商標権を所持するに至り、版権ビジネスに乗り出す。
特撮界では幻の作品とされる『サンダーマスク』を製作し、テレビ番組にも事業範囲を広める。『無敵超人ザンボット3』から名古屋テレビ、サンライズ（当時は日本サンライズ、後のバンダイナムコフィルムワークス）、創通エージェンシーの座組みによるアニメプロデュースが始まり、1979年の『機動戦士ガンダム』に至る。
バンダイナムコホールディングスは2019年10月9日に、創通を株式公開買付けにより完全子会社化することを発表。同年11月26日にバンダイナムコホールディングスによる株式公開買付けが成立し、同年12月2日付でバンダイナムコホールディングスの連結子会社となった。2020年3月1日付で、株式併合によりバンダイナムコホールディングスの完全子会社となった。

## 沿革
会社概要｜SOTSU・創通（外部サイト）
| 1965年10月 | 株式会社東洋エージェンシー（東京都中央区銀座）として、読売巨人軍より専属代理店（現・指定代理店）の指定を受け、球団グッズの企画及び販売、版権の契約代行及び管理業務を開始。 |
| 1972年10月 | 初プロデューステレビ番組「サンダーマスク」放映。同時に作品の二次利用によるキャラクターの版権ビジネスを開始。                                                               |
| 1977年8月  | 商号を株式会社創通エージェンシーに変更。 |
| 1977年10月 | 初プロデューステレビアニメーション番組「無敵超人ザンボット3」放映。アニメーションキャラクターの版権を取得し、事業を拡大。                                                  |
| 1979年4月  | テレビアニメーション番組「機動戦士ガンダム」を放映。 |
| 1984年10月 | 本社を東京都中央区銀座五丁目9番5号へ移転。 |
| 1985年3月  | アニメーションの企画、制作を行う株式会社創通エンタテインメントを設立。 |
| 1988年10月 | テレビアニメーション番組「それいけ！アンパンマン」を放映。 |
| 1997年10月 | 就職情報事業を行う株式会社ジェイ・ブロードへ資本参加。 |
| 2003年4月  | 日本証券業協会に株式を店頭登録。 |
| 2003年8月  | 本社を東京都中央区銀座五丁目12番5号へ移転。 |
| 2004年12月 | 日本証券業協会への店頭登録を取消し、ジャスダック証券取引所に株式を上場。                                                                                                   |
| 2007年4月  | 商号を株式会社創通に変更。 |
| 2010年4月  | ジャスダック証券取引所と大阪証券取引所の合併に伴い、大阪証券取引所JASDAQに上場。                                                                                           |
| 2012年7月  | 本社を東京都港区浜松町二丁目4番1号へ移転。 |
| 2013年7月  | 東京証証券取引所と大阪証券取引所の市場統合に伴い、東京証証券取引所JASDAQ（スタンダード）に上場。                                                                           |
| 2019年12月 | 株式会社バンダイナムコホールディングスの株式公開買付の成立により、子会社化。                                                                                               |
| 2020年2月  | 株式併合に伴い、上場廃止。 |
| 2020年3月  | 株式併合により、株式会社バンダイナムコホールディングスの完全子会社化。 |
| 2021年4月  | 株式会社創通エンタテインメントを消滅会社とする吸収合併を実施。 |
| 2024年4月  | 業務拡大に伴い、本社をバンダイナムコフィルムワークスが拠点とする東京都杉並区荻窪四丁目30番16号藤澤ビル ホワイトベースへ移転。                                              |

## ガンダム著作権の帰属
『機動戦士ガンダム』は著作権の帰属を巡ってサンライズ（現・バンダイナムコフィルムワークス）、名古屋テレビなど各社との確執があり、週刊誌に報じられたこともある。
この係争の理由は日経BP社刊『大人のガンダム』にもあるような1000億円に上る市場規模の知的財産の内、商品化権窓口を創通が独占的に取り扱っている現状と、同社の立ち位置である「プロデュース」が著作権窓口を寡占できるほど製作への貢献だったのかなどを巡っているからである（なお、『V』以降の大半のシリーズ作品には制作協力（※電通及びADKグループ（ADK）との相乗り）として参加している）。
ゲーム「スーパーロボット大戦シリーズ」（以下シリーズ）において、同社が関わっている作品に関しては、戦闘アニメーションでリアルサイズのカットイン演出がされておらず、常にSDサイズでの演出がされている。これに関し、ロボット一体ごとにつき商標権からだという噂もあるが、シリーズプロデューサーの寺田貴信によると「リアル頭身だと1作品ごとの版権になるが、SDサイズだと「SDガンダム」としてまとめて版権を使用できるということと版権料がリアル頭身よりSDの方が安価であることから」とインタビューで語っている。この問題はバンダイナムコが創通を買収しガンダムシリーズの版権を100%取得したことにより終結する。

## 主な制作作品

### バンダイナムコフィルムワークス（サンライズブランド）作品
- ガンダムシリーズ（主にテレビシリーズと劇場用映画の製作出資が中心）
- 無敵超人ザンボット3
- 無敵鋼人ダイターン3
- 無敵ロボ トライダーG7
- 最強ロボ ダイオージャ
- 戦闘メカ ザブングル
- 聖戦士ダンバイン
- 重戦機エルガイム
- 機甲戦記ドラグナー
- 疾風!アイアンリーガー
- 覇王大系リューナイト
- 獣戦士ガルキーバ

### タツノコプロ作品
- 天空戦記シュラト
- キャッ党忍伝てやんでえ
- 宇宙の騎士テッカマンブレード
- ドッカン!ロボ天どん
- Wake Up, Girls!シリーズ

### 日本テレビ系
- サンダーマスク
- それいけ!アンパンマン※ノンクレジット

### テレビ朝日系
- ガラスの艦隊

### テレビ東京系
※2000年代後半は創通の社名クレジットが掲示されない作品も存在する（ホームページでのみ調べることができる）。
- バトルホーク
- 緊急発進セイバーキッズ
- 爆れつハンター
- セイバーマリオネットJ
- エルフを狩るモノたち
- EAT-MAN
- 新・天地無用!
- はいぱーぽりす
- SHADOW SKILL
- VIRUS ‐VIRUS BUSTER SERGE‐
- マスターモスキートン'99
- サイレントメビウス
- グランダー武蔵RV
- エデンズボゥイ
- 地球防衛企業ダイ・ガード
- ドキドキ♡伝説 魔法陣グルグル
- 地球少女アルジュナ
- ジャングルはいつもハレのちグゥ
- しあわせソウのオコジョさん
- スパイラル －推理の絆－
- E'S OTHERWISE
- PAPUWA
- 陸奥圓明流外伝 修羅の刻
- スクールランブル
- エレメンタル ジェレイド
- ガラスの仮面
- capeta
- シムーン
- きらりん☆レボリューション
- 機神大戦ギガンティック・フォーミュラ
- ゴルゴ13（子会社の創通エンタテインメント名義）
- 瀬戸の花嫁
- しゅごキャラ!
- モノクローム・ファクター
- 極上!!めちゃモテ委員長
- 咲-Saki-シリーズ
- ジュエルペットシリーズ（第2期以降、第1期は読売広告社が担当）
- カードファイト!! ヴァンガードシリーズ（『G Z』まで、無印第1期のみテレビ愛知制作）
  - ヴァンガードTV（BSジャパンのみ放送されたカードファイト!! ヴァンガードの情報番組）
  - ヴァンガ道（テレビ東京系列で放送されたカードファイト!! ヴァンガードの情報番組）
  - ヴァンガードTV2（テレビ東京系列で放送中カードファイト!! ヴァンガードアジアサーキット編の情報番組）
  - STAND UP!ヴァンガード（テレビアニメ「カードファイト!! ヴァンガード」のテレビドラマ）
- 戦国乙女〜桃色パラドックス〜
- ゆるゆりシリーズ
- 這いよれ! ニャル子さんシリーズ
- 神様はじめましたシリーズ
- イクシオン サーガ DT
- 幕末義人伝 浪漫
- アラタカンガタリ〜革神語〜
- 魔界王子 devils and realist
- ダイヤのAシリーズ
- ノブナガ・ザ・フール
- ハマトラシリーズ
- Z/X IGNITION
- ハナヤマタ
- トリニティセブン
- 異能バトルは日常系のなかで
- 美男高校地球防衛部LOVE!シリーズ
- 聖剣使いの禁呪詠唱
- 実は私は
- おそ松さん
- シュヴァルツェスマーケン
- リルリルフェアリルシリーズ
- ハンドレッド
- タブー・タトゥー
- スカーレッドライダーゼクス
- 灼熱の卓球娘
- 王室教師ハイネ
- 恋愛暴君
- 異世界食堂
- 灼熱カバディ

### 独立局
- プレイボールシリーズ
- ひぐらしのなく頃にシリーズ
- 少年陰陽師
- 破天荒遊戯
- 狂乱家族日記
- あまつき
- うみねこのなく頃に
- 探偵オペラ ミルキィホームズシリーズ
- スーパーロボット大戦OG -ジ・インスペクター-
- Starry☆Sky
- 星空へ架かる橋
- 花咲くいろは
- 猫神やおよろず
- TARI TARI
- 人類は衰退しました
- だから僕は、Hができない。
- BTOOOM!
- ぴっちぴち♪しずくちゃん
- はたらく魔王さま！
- 銀河機攻隊 マジェスティックプリンス
- 凪のあすから
- 蒼き鋼のアルペジオ -アルス・ノヴァ-
- とある飛空士への恋歌
- 未確認で進行形
- エスカ&ロジーのアトリエ 〜黄昏の空の錬金術士〜
- ご注文はうさぎですか?
- M3〜ソノ黒キ鋼〜
- グラスリップ
- 天体のメソッド
- デンキ街の本屋さん
- SHIROBAKO
- ケイオスドラゴン 赤竜戦役
- うしおととら
- がっこうぐらし!
- 俺がお嬢様学校に「庶民サンプル」としてゲッツされた件
- ノルン+ノネット
- アクティヴレイド -機動強襲室第八係-
- 少女たちは荒野を目指す
- クロムクロ
- あんハピ♪
- ネトゲの嫁は女の子じゃないと思った?
- アンジュ・ヴィエルジュ
- レガリア The Three Sacred Stars
- フリップフラッパーズ
- 競女!!!!!!!!
- 政宗くんのリベンジ
- チェインクロニクル 〜ヘクセイタスの閃〜
- MARGINAL＃4 KISSから創造るBig Bang
- 月がきれい
- ゼロから始める魔法の書
- 潔癖男子!青山くん
- 18if
- ひとりじめマイヒーロー
- 異世界はスマートフォンとともに。
- 天使の3P!
- URAHARA
- Just Because!
- 十二大戦
- すのはら荘の管理人さん
- 賢者の孫
- 球詠
- ピーチボーイリバーサイド（東映エージエンシーと共同）
- 強くてニューサーガ